# Erfgoedbibliotheek Hendrik Conscience

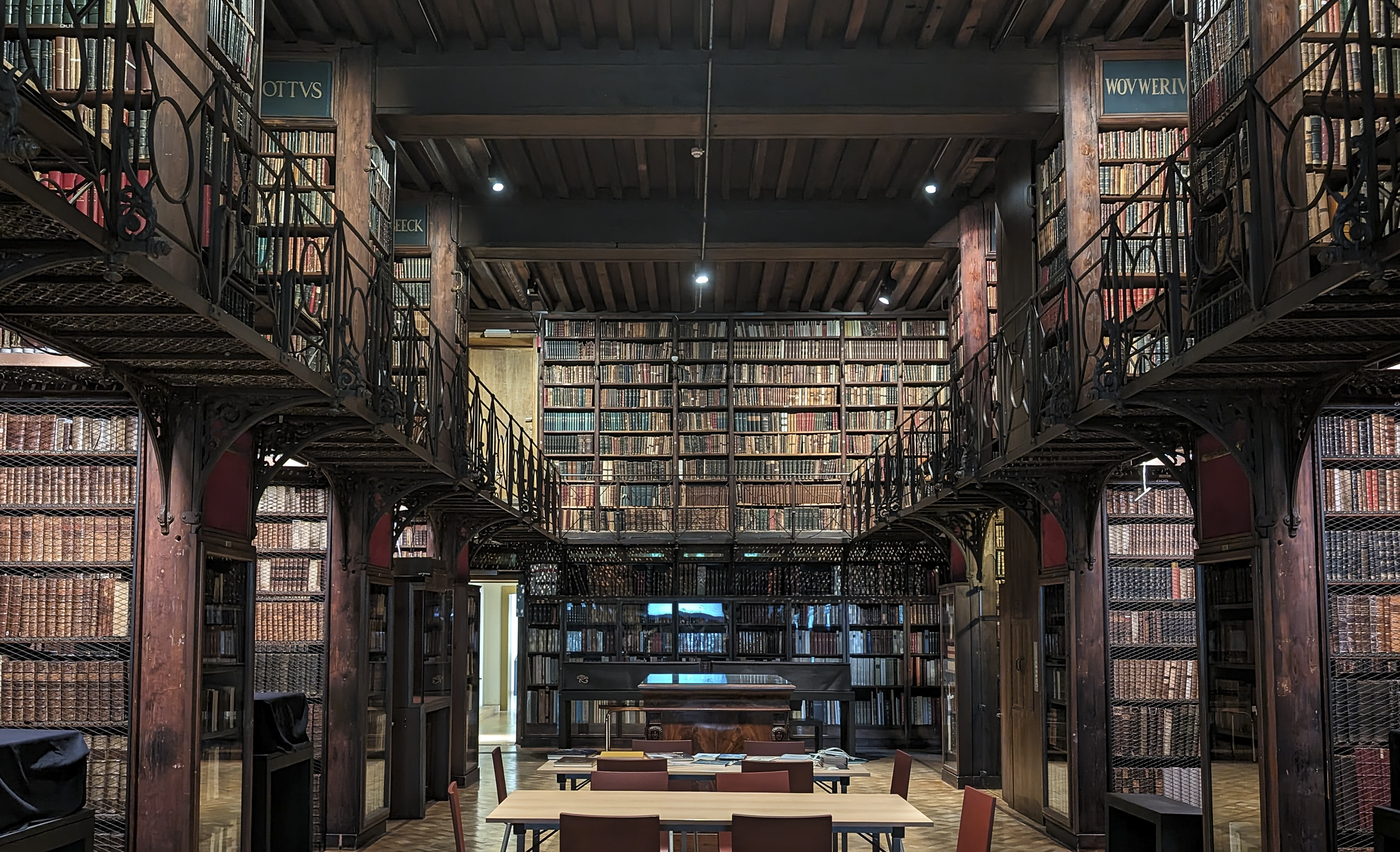
Nottebohmzaal

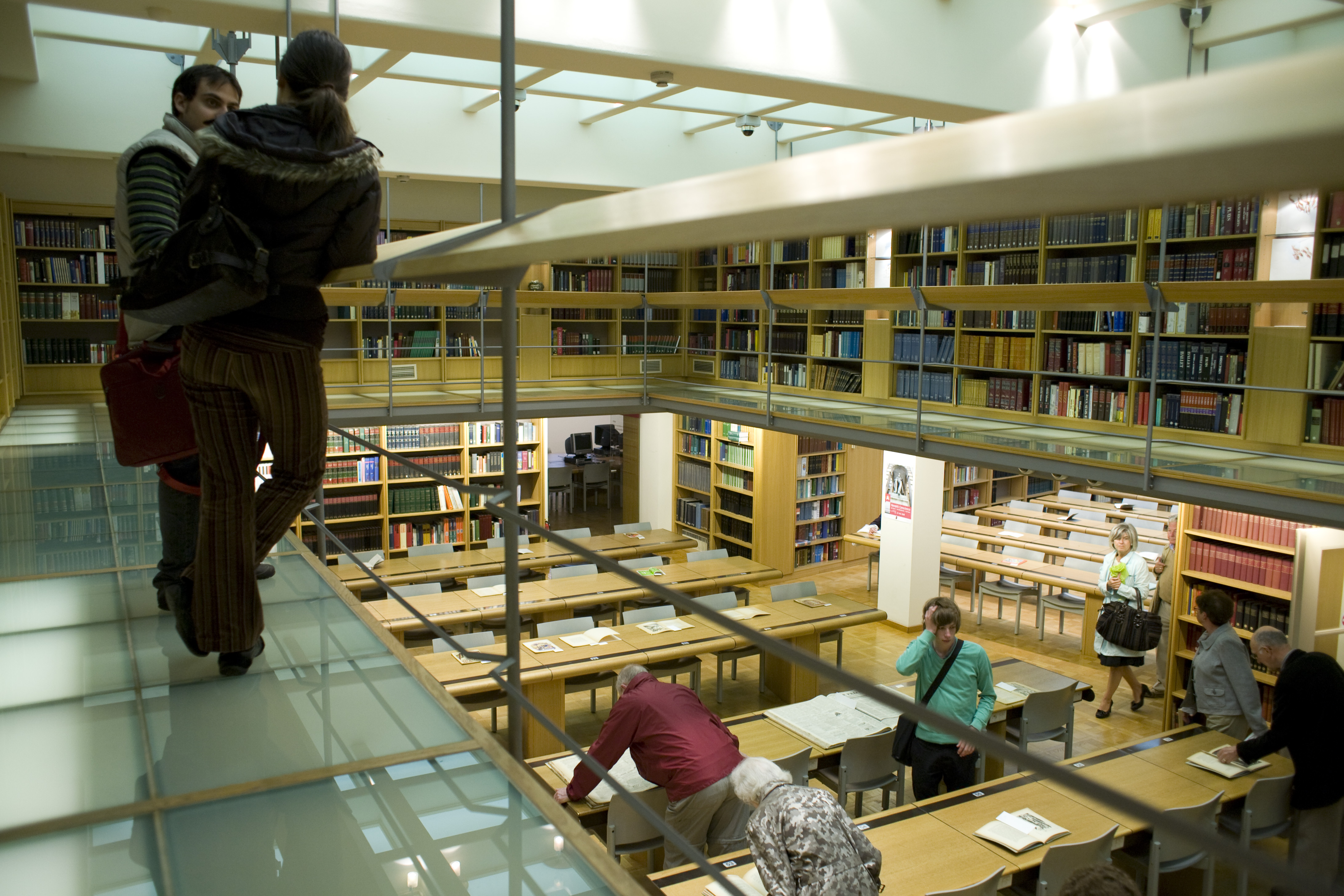
Leeszaal

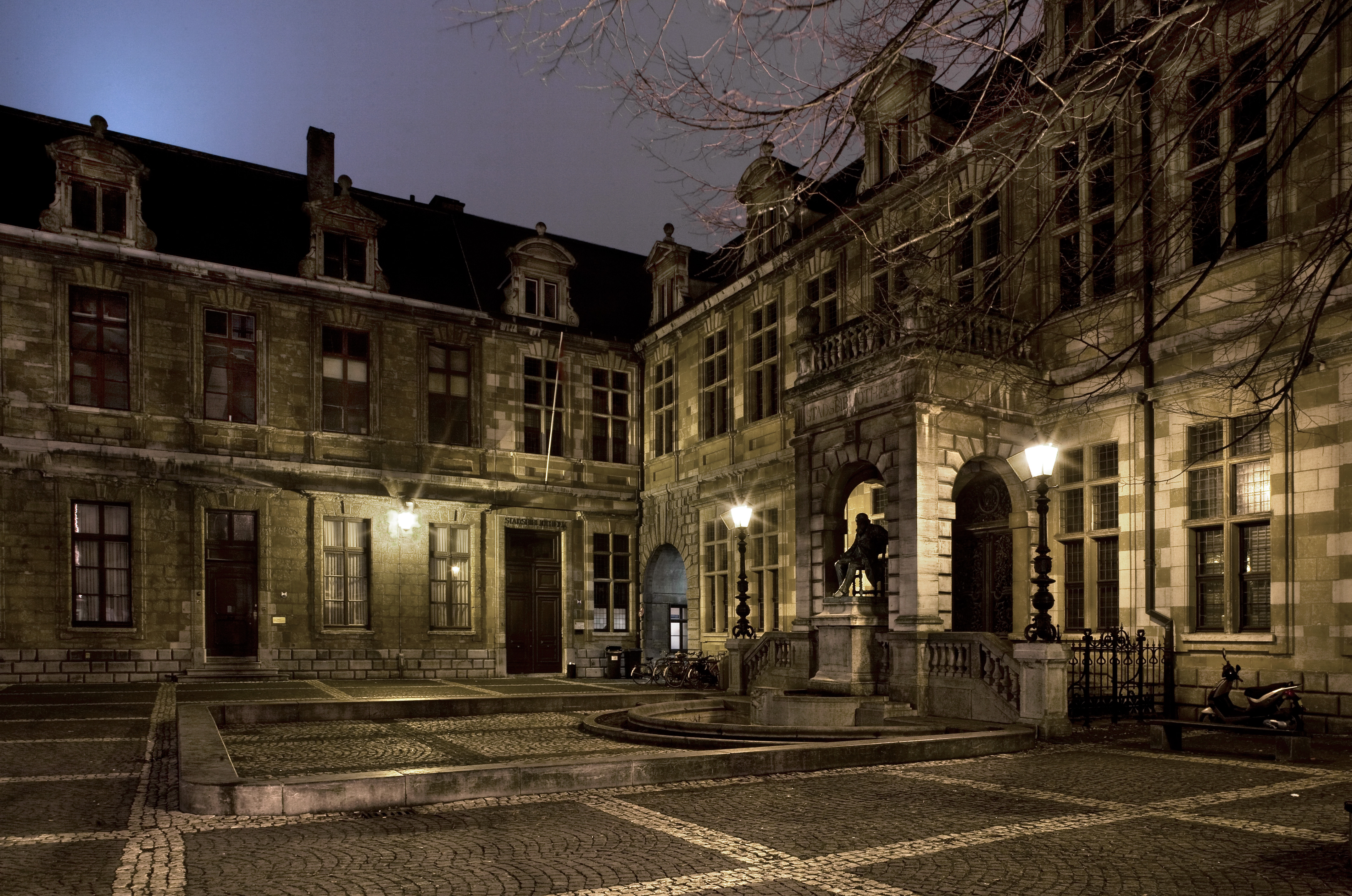
Hendrik Conscienceplein

De Erfgoedbibliotheek Hendrik Conscience is de bewaarbibliotheek van de stad Antwerpen. Ze is genoemd naar de Vlaamse volksschrijver Hendrik Conscience, wiens standbeeld voor de bibliotheek prijkt. Een boek of tijdschrift dat in de collectie van de bewaarbibliotheek wordt opgenomen, blijft normaal voor altijd beschikbaar.
De oorsprong van de Erfgoedbibliotheek Hendrik Conscience, die tot in 2008 gewoon Stadsbibliotheek heette, gaat terug tot 1481. De collectie telt meer dan 1 miljoen volumes. De bijzonderste verzamelgebieden zijn Nederlandse letterkunde, geschiedenis van de Nederlanden, oude drukken (boeken gedrukt vóór 1830), Vlaamse volkscultuur, kunst in de Nederlanden en Antverpiensia.

## Geschiedenis
De oorsprong van de Erfgoedbibliotheek Hendrik Conscience gaat terug tot 1481, wanneer stadsadvocaat Willem Pauwels bij testament zijn collectie van 41 boeken schenkt aan de stad Antwerpen. Door de eeuwen heen groeit de collectie gestaag. Het is wachten tot de negentiende eeuw voor de toenmalige Stadsbibliotheek in een echte bloeiperiode komt. Vandaag kent de Erfgoedbibliotheek Hendrik Conscience een rijke collectie en wordt ze geconsulteerd door een ruim en gevarieerd publiek.

### Ancien régime
In 1481 schenkt stadsadvocaat Willem Pauwels zijn verzameling van 41 boeken aan de stad Antwerpen, om de secretarissen en klerken van de magistraat in hun werk te ondersteunen. Hij legt daarmee de eerste bouwsteen van wat later de Erfgoedbibliotheek Hendrik Conscience zal worden. De bibliotheek wordt in 1505 ingericht in het Stadhuis. Wat er in 1576 van die 41 boeken nog rest, gaat onherroepelijk verloren in de stadhuisbrand tijdens de Spaanse Furie, wanneer muitende Spaanse troepen moordend door de stad trekken.
Vrij snel besluit de stad om haar bibliotheek opnieuw op te bouwen. Christoffel Plantijn en zijn opvolgers schenken een exemplaar van elk boek dat van hun persen rolt (onder andere de Biblia Polyglotta en de Opticorum libri VI van Franciscus Aguilonius). Deze nieuwe bibliotheek wordt in 1594 ondergebracht in de vroegere kamer van de burgerwacht in het Stadhuis, de 'Camer van de Librarye'.
In 1604 sticht bisschop Johannes Miraeus het Antwerpse seminarie, dat moet instaan voor de vorming van de seculiere geestelijkheid. Al snel laat zich de nood voelen aan een eigen bibliotheek. Johannes Miraeus benoemt zijn erudiete neef Aubertus Miraeus tot bibliothecaris. Onder zijn beheer ontstaat een schitterende humanistische collectie, met schenkingen van geleerden, welgestelde burgers en boekdrukkers. Het kapittel start in 1609 onderhandelingen met het stadsbestuur om beide bibliotheken te verenigen. In afwachting van een werkelijke samensmelting stelt Miraeus een inventaris op van de kapittelbibliotheek. In deze Bibliothecae Antverpianae Primordia maakt hij melding van 356 werken, waaronder 32 handschriften. Vanaf 1617 smelten beide bibliotheken samen in een lokaal in het seminarie.
Na de vrede van Munster komt er door de sluiting van de Schelde en de tanende handelsactiviteit plaats vrij in de Handelsbeurs. Het Stadsbestuur besluit om haar bibliotheek op te stapelen in de bovengaanderij van de beurs. Hierna volgen dertig jaar van veronachtzaming, verwaarlozing en ontvreemdingen, tot in 1677 stadssecretaris Andries Van Valckenisse zich het lot van de boeken opnieuw aantrekt en een nieuwe inventaris opmaakt. De boeken worden in 1687 ondergebracht in de zogenaamde 'Pestkamer' van het Stadhuis, waar vroeger de magistraat met de stadsdokters en de pestmeester beraadslaagde over de te nemen maatregelen om epidemieën tegen te gaan.

### Franse tijd
Tijdens de achttiende eeuw ontsnapt ook de Stadsbibliotheek niet aan de algemene malaise waarin Antwerpen verkeert. Pas in 1795 komt daar verandering in. De Franse bezetter richt in Antwerpen een École Centrale op, met een bibliotheek. De collectie bevat vooral werken die afkomstig zijn uit afgeschafte abdijen en kloosterbibliotheken. De École Centrale wordt in 1802 al gesloten. Veel boeken komen weer in handen van de oorspronkelijke eigenaars, maar talloze werken vinden we ook terug in het oude fonds van de huidige Erfgoedbibliotheek Hendrik Conscience. Vanaf 1805 wordt de bibliotheek opengesteld voor het publiek: er wordt een leesruimte ingericht waar de burgers de collectie ter plaatse kunnen raadplegen.

### Negentiende eeuw
De negentiende eeuw wordt voor de Stadsbibliotheek een echte bloeiperiode. Bibliothecarissen Frans-Hendrik Mertens en Constant-Jacob Hansen drukken organisatorisch en inhoudelijk hun stempel op de Erfgoedbibliotheek Hendrik Conscience zoals we die vandaag kennen.
Mertens wordt in 1834 aangesteld als bibliothecaris, voert een nieuwe ordening voor de boeken in en publiceert een gedrukte catalogus. Hij legt de basis van de imposante collectie Nederlandse letterkunde waarover de Erfgoedbibliotheek Hendrik Conscience vandaag beschikt en die nog steeds het zwaartepunt is van het huidige collectiebeleid. Tijdens zijn laatste levensjaren geeft hij mee vorm aan de oprichting en de uitbouw van de Volksbibliotheek, de latere openbare bibliotheek. In 1865 kiest de stad Antwerpen onder zijn invloed voor twee types bibliotheken: een Volksbibliotheek met hedendaagse boeken enerzijds, de Stadsbibliotheek met een bewaarcollectie anderzijds.
De constante aangroei van zowel de Stadsbibliotheek als de Volksbibliotheek leidt echter tot nijpend plaatsgebrek op het stadhuis. In 1879 koopt de stad Antwerpen daarom de zeventiende-eeuwse Sodaliteit, gelegen aan het Jezuiëtenplein tegenover de Sint-Carolus Borromeuskerk. Na een grondige verbouwing worden de ca. 43.000 boekdelen van de toenmalige Stadsbibliotheek samen met de 20.000 werken van de Volksboekerij in 1883 overgebracht naar de nieuwe lokalen. De officiële opening gaat gepaard met een groot volksfeest, waarop het standbeeld van Hendrik Conscience plechtig wordt onthuld. Het Jezuiëtenplein wordt herdoopt tot Hendrik Conscienceplein. Het plaatsgebrek blijft echter een groot probleem, en al in 1895 verhuist de Volksboekerij (de huidige Openbare Bibliotheek) naar een nieuwe vestiging in de Blindestraat.

### Twintigste eeuw
Wanneer in 1905 de erfgenamen van bibliofiel Gustave van Havre zijn uitgebreide bibliotheek willen laten veilen in Amsterdam, kloppen hoofdbibliothecaris Frans Gittens en Max Rooses, conservator van het Museum Plantin-Moretus, aan bij het Stadsbestuur, de pers en verschillende mecenassen. Dankzij de steun van een speciaal opgericht Dotatiefonds kon een kwart van de collectie worden aangekocht. Nog steeds vormt deze collectie-van Havre een belangrijk onderdeel van het bibliotheekbezit. Het incident leidt tot de oprichting van het 'Bestendig Dotatiefonds voor de Stadsbibliotheek en het Museum Plantin-Moretus', het huidige 'Dotatiefonds voor Boek & Letteren'. Deze mecenaatsvereniging is nog steeds een regelmatige schenker van belangrijke aanwinsten.
Als bewaarbibliotheek blijft de Antwerpse Stadsbibliotheek een voortdurende strijd leveren tegen plaatsgebrek. In 1930 en 1990 worden grondige aanpassings- en uitbreidingswerken uitgevoerd. Daarbij wordt de infrastructuur telkens geoptimaliseerd in functie van het comfort van de gebruiker en de conservering van een steeds groeiende, waardevolle collectie.
In 1980 worden de verzameldomeinen formeel door de Gemeenteraad bevestigd. De beschikbare budgetten worden bij voorkeur besteed aan het opvolgen van die verzameldomeinen. Voortaan scheiden zich ook definitief de wegen van de Openbare bibliotheek en de Stadsbibliotheek.

### Eenentwintigste eeuw
Bij de eeuwwisseling is de Stadsbibliotheek uitgegroeid tot een van de belangrijkste bewaarbibliotheken in Vlaanderen. Ze is een moderne, comfortabele instelling geworden met een online catalogus: de volledige collectie is van thuis uit te raadplegen. Zij heeft zich ontpopt tot een wetenschappelijke bewaarbibliotheek van de humane wetenschappen in het algemeen en het Vlaamse culturele erfgoed in het bijzonder. Om het profiel van de bibliotheek naar buiten toe te verduidelijken verandert de bibliotheek in 2008 van naam. De Stadsbibliotheek Antwerpen heet voortaan Erfgoedbibliotheek Hendrik Conscience. Onder impuls van conservator An Renard kreeg de instelling een nieuw statuut (29 juni 2011) en werd ze erkend door de Vlaamse overheid als erfgoedbibliotheek. Dit betekent dat men aan vier basisfuncties moet voldoen: verzamelen, bewaren, onderzoeken en ontsluiten en dit volgens minimale kwaliteitsnormen. 
Er werden samenwerkingsovereenkomsten afgesloten met Ertsberg, het balanseer, Houtekiet, Uitgeverij P, Pelckmans, Standaard Uitgeverij (strips) en Uitgeverij Vrijdag, die één exemplaar van hun uitgaven systematisch deponeren in de Erfgoedbibliotheek Hendrik Conscience. Tevens is er een contract met Google Books waardoor de documenten nu ook online raadpleegbaar zijn. Het Erfgoedfonds van de Koning Boudewijnstichting verwierf in 2017 de boekencollectie van Stijn Streuvels die werd verzameld door Paul Thiers, en bracht deze onder in de Erfgoedbibliotheek Hendrik Conscience.
De bibliotheek is voor het eerst in haar geschiedenis door Vlaanderen erkend als landelijke erfgoedinstelling en krijgt vanaf 2019 300.000€ werkingsmiddelen per jaar.  Een groot deel daarvan gaat naar personeel maar ook naar werkingsmiddelen voor collectievorming, behoud en beheer, workshops en digitalisering.

## Gebouw

### Sodaliteit
De geschiedenis van de Sodaliteit, het indrukwekkende gebouw op het Hendrik Conscienceplein, gaat terug tot de zeventiende eeuw. Nadat in 1621 de Sint-Carolus Borromeuskerk was gebouwd, richtten de jezuïeten verschillende broederschappen op, sodaliteiten genoemd. Voor deze sodaliteiten werd tegenover de kerk een gebouw opgetrokken met twee verdiepingen, waarin twee kapellen werden gesticht. Na de opheffing van de Jezuïetenorde in 1773 werd het gebouw voor allerhande activiteiten gebruikt, onder andere als café en als danszaal. Op de muur aan de Wijngaardstraat kun je nog de oude naam 'A la Sodalité - Café Moortgat' lezen, zonder dat er trouwens enig verband bestaat met de brouwerij Moortgat uit Breendonk.
In 1879 kocht het stadsbestuur van Antwerpen het gebouw, dat nog altijd de Sodaliteit werd genoemd, om er de Stadsbibliotheek in onder te brengen. Die bevond zich op dat moment nog in het Stadhuis, maar de ruimte daar was te klein geworden voor de groeiende collectie. Het Stadsbestuur liet de Sodaliteit volledig ombouwen. In 1881 veranderde de naam van het Jezuïetenplein, gelegen voor de Sodaliteit, in Hendrik Conscienceplein, en op 13 augustus 1883 werd het nieuwe bibliotheekgebouw geopend en het bronzen standbeeld van Hendrik Conscience voor de ingang onthuld. Het gebouw bood toen onderdak aan zowel de Stadsbibliotheek als de Volksbibliotheek, die bereikt werd via een aparte ingang op de hoek met de Wijngaardstraat. Na enkele jaren werd ook de Sodaliteit te klein voor de groeiende bibliotheekcollecties, en reeds in 1895 verhuisde de Volksbibliotheek naar de Blindestraat.
De Stadsbibliotheek kon nu de volledige ruimte van de Sodaliteit gebruiken. Maar ook de Stadsbibliotheek zelf kreeg na enige tijd te kampen met plaatsgebrek, en men besloot verder uit te breiden. Bij de heropening in 1936 waren de leeszaal, de administratie en drie verdiepingen nieuwe magazijnen ondergebracht in het gerenoveerde gebouw aan het Hendrik Conscienceplein nr. 4, het voormalige klooster van de jezuïeten. De oude leeszaal op de gelijkvloerse verdieping van de Sodaliteit was vervangen door twee verdiepingen magazijnen, en op de derde verdieping was de Nottebohmzaal ingericht.

### Nottebohmzaal
De oude leeszaal in de Sodaliteit werd vanaf 1933 omgevormd tot twee verdiepingen boekenmagazijn, waarboven de Nottebohmzaal werd ingericht als ruimte voor tentoonstellingen, lezingen en als magazijnruimte voor museale voorwerpen. De zaal kreeg haar naam bij Collegiaal Besluit als dankbare herinnering aan Oscar Nottebohm, een zakenman van Duitse origine, die op sociaal en cultureel gebied een belangrijke mecenas was voor de Stad Antwerpen. Bij zijn dood in 1935 schonk hij de Stadsbibliotheek bij testament een belangrijke financiële gift.
De Nottebohmzaal is niet alleen bibliotheekmagazijn en tentoonstellingsruimte, maar ook bewaarplaats van een aantal topstukken uit de collectie van de Erfgoedbibliotheek Hendrik Conscience. Zo herbergt ze de vermaarde Egyptische kast, de hemel- en aardglobes van Willem en Joan Blaeu, en verschillende borstbeelden van Europese culturele figuren.

Nottebohmzaal
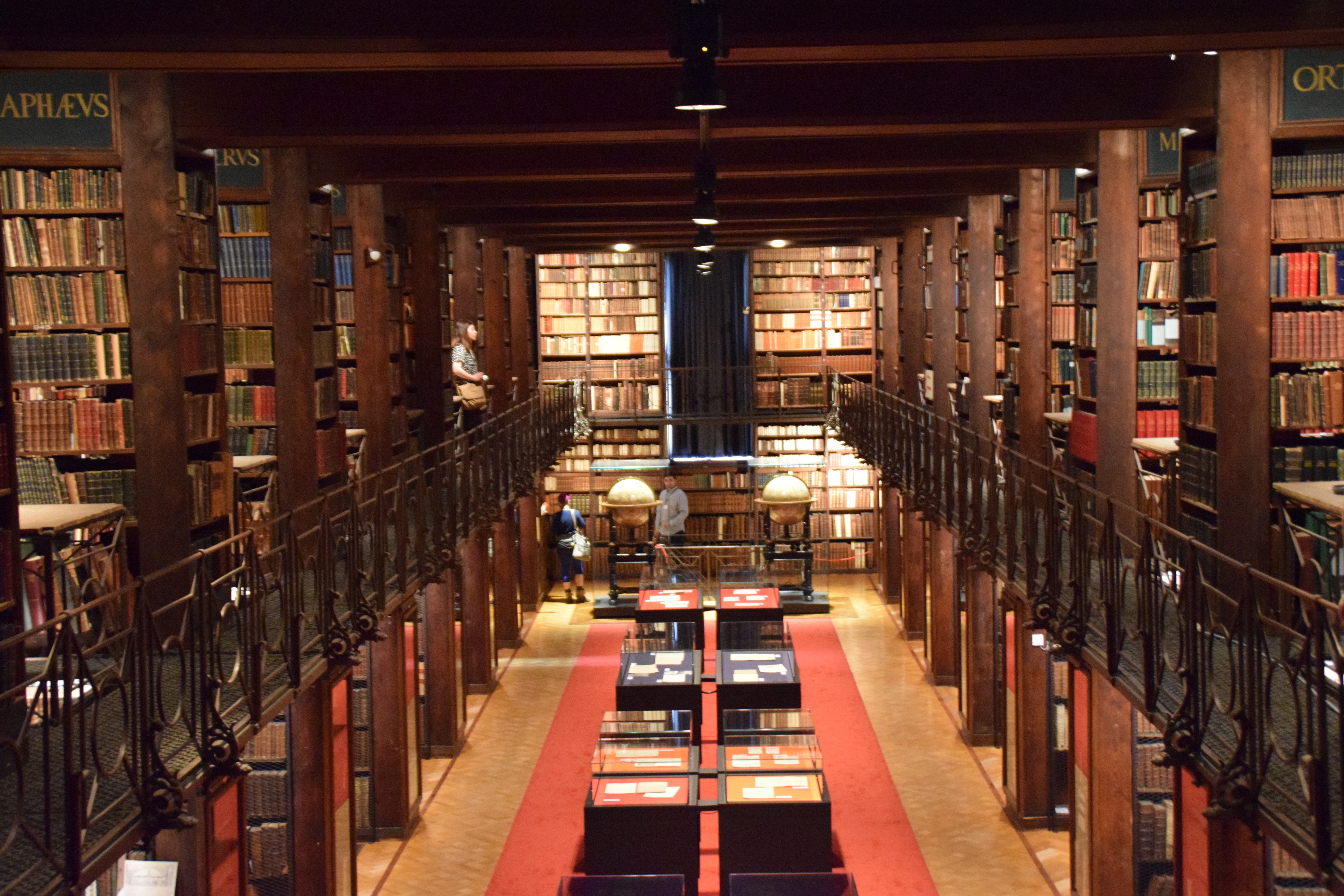
Nottebohmzaal
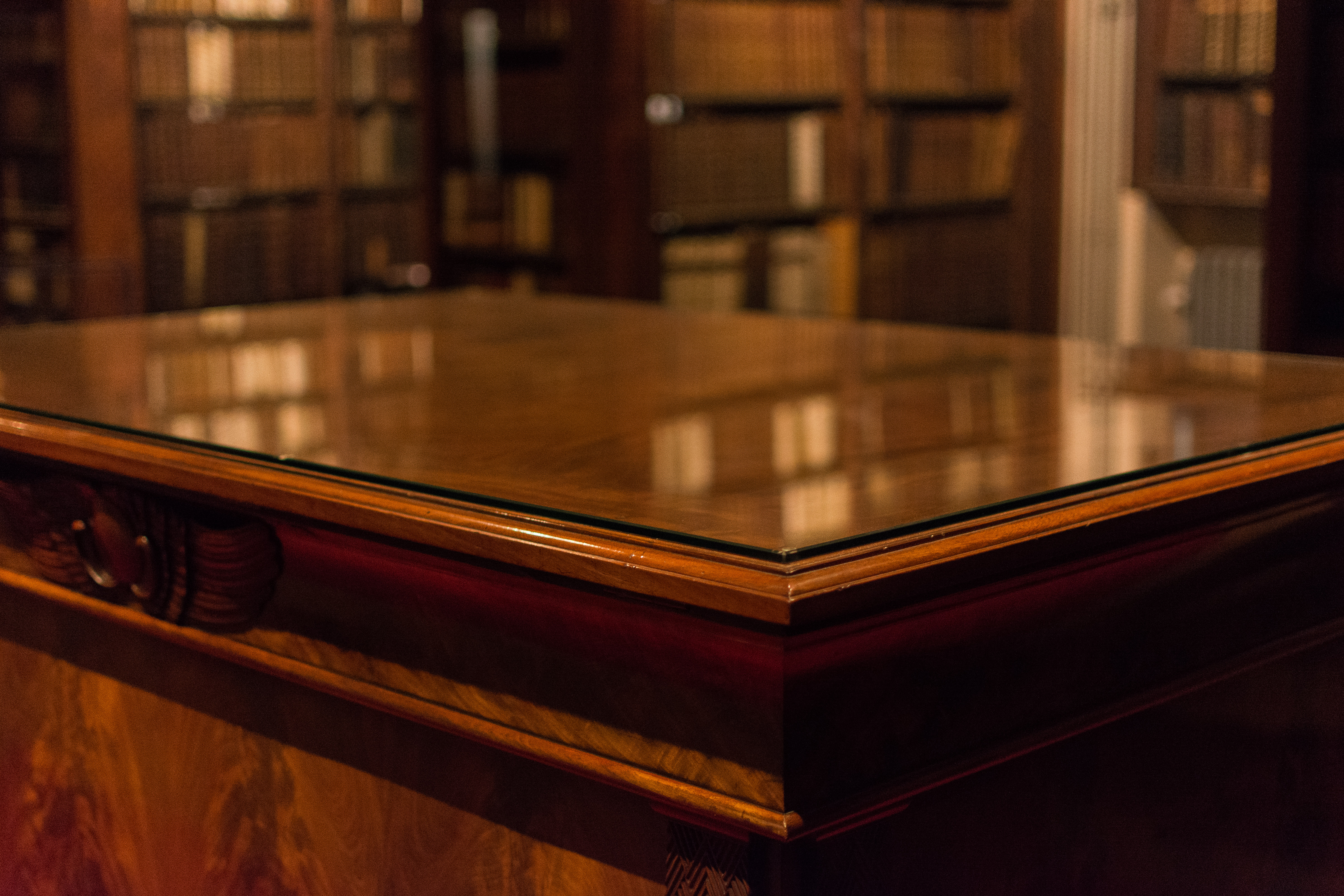
Egyptische kast in Nottebohmzaal

### Korte Nieuwstraat
Maar ook de vernieuwde bibliotheek van 1936 bleek na verloop van tijd te klein voor de immer groeiende collectie. In de jaren 60 verhuisde de grote collectie tijdschriften naar een bijgebouw op de Minderbroedersrui. In 1996 werden aan de Korte Nieuwstraat nieuwe magazijnen en een nieuwe publieksingang gebouwd. Tegelijkertijd kreeg de leeszaal een grondige renovatie. Door de extra magazijnruimte kon de tijdschriftencollectie opnieuw in het hoofdgebouw van de bibliotheek worden ondergebracht.

### Leeszaal
De moderne leeszaal biedt toegang tot de boeiende collecties van de erfgoedbibliotheek. In de geautomatiseerde catalogus vindt men het hele bibliotheekbezit. De Erfgoedbibliotheek Hendrik Conscience leent geen boeken uit. Wel kunnen werken geconsulteerd worden in de leeszaal. Veel oude kranten kunnen op microfilm geraadpleegd worden. In de leeszaal zelf ligt de lopende jaargang van zowat honderd tijdschriften. De zaal is voorzien van een vestiaire, scantoestellen, aansluitingen voor laptops en wifi.

## Collecties

### Nederlandse Letterkunde
De Erfgoedbibliotheek Hendrik Conscience verzamelt systematisch alle oorspronkelijke publicaties van Vlaamse en van Nederlandse auteurs in de verschillende literaire genres (proza, poëzie, toneel, essay, strips), alle edities en vertalingen van het literaire werk van Vlaamse auteurs, inbegrepen werken die niet via het commerciële circuit worden verspreid (dichtbundels in eigen beheer, bibliofiele edities ...). Ook werken over de geschiedenis van de Nederlandse letterkunde, literatuurstudies en literatuurkritiek worden verzameld.

### Jeugdliteratuur: samenwerking met Iedereen Leest
Overeenkomstig de collectieafspraken met Iedereen Leest verzamelt de Erfgoedbibliotheek Hendrik Conscience de Vlaamse jeugdliteratuur verschenen voor 1976. Nederlandse jeugdboeken worden occasioneel, bijgevolg onvolledig, verzameld.

### Geschiedenis van Vlaanderen
De Erfgoedbibliotheek Hendrik Conscience verzamelt alles wat verschijnt/verschenen is over de geschiedenis van Vlaanderen:
ongeacht de tijd of geografische wijzigingen (Bourgondische Nederlanden, Frans-Vlaanderen, Verenigde Nederlanden ...),
zowel politieke geschiedenis als sociale en economische geschiedenis, kerkgeschiedenis, archeologie, biografie, genealogie, heraldiek, cartografie ... (breed geïnterpreteerd), de geschiedenis van de Vlaamse Beweging in al haar dimensies, componenten en vormen (taalstrijd, nationale bewustwording, geestelijke en materiële ontplooiing) vanaf het begin (1830 met vroege voorlopers in de achttiende eeuw) tot de voorbije decennia met de staatskundige verzelfstandiging van Vlaanderen. Ook reisverhalen over Vlaanderen worden verzameld.

### Vlaamse volkscultuur en heemkunde
Publicaties over Vlaamse folklore en heemkunde worden systematisch verworven. Vaak gaat het om (lokale) studies gepubliceerd door heemkundige of historische verenigingen, gemeentebesturen, documentatiecentra, musea, archieven ... De Erfgoedbibliotheek Hendrik Conscience heeft een samenwerkingsovereenkomst met Heemkunde Vlaanderen vzw. Zowel de Vlaamse als de provinciale koepels hebben hun tijdschriftencollectie overgedragen aan de Erfgoedbibliotheek. Vanaf 2004 deponeren alle aangesloten heemkundige kringen hun eigen tijdschrift gratis in de Erfgoedbibliotheek Hendrik Conscience.

### Kunst in Vlaanderen
Omvat werken over Vlaamse kunst en kunstgeschiedenis, zowel chronologisch als vakmatig onbegrensd. Het gaat om brede historische overzichtswerken, monografieën en catalogues raisonnés over individuele kunstenaars, tentoonstellingscatalogi en museumcatalogi, en dit over kunstgebieden als schilder- en tekenkunst, beeldhouwkunst, architectuur, fotografie en film, muziek en dans en toegepaste kunsten.
Daarbij komen nog de originele werken waaraan Vlaamse kunstenaars (hoofdzakelijk als illustrator) hebben meegewerkt, vaak ook gepubliceerd als bibliofiele (kostbare) edities.

### Boekgeschiedenis
Behelst werken over de geschiedenis van het boek in het algemeen (het schrift, handschriften ...), de boekdrukkunst, inhoudelijk zowel zuiver technische als historische aspecten, geografisch hoofdzakelijk, maar niet uitsluitend beperkt tot Europa, met invalshoeken als typografie, boekbanden, illustratietechnieken, papierstudie, boekverzorging, geschiedenis van de uitgeverij, boekhandel, bibliotheken, verzamelaars, perswezen en bibliofiele uitgaven.

### Antverpiensia
De Erfgoedbibliotheek Hendrik Conscience verzamelt systematisch alle Antverpiensia. Het gaat om historische studies over de geschiedenis van Antwerpen, primair bronnenmateriaal zoals publicaties uitgegeven naar aanleiding van Antwerpse evenementen (stoeten, feestvieringen, tentoonstellingen, herdenkingen ...), publicaties van Antwerpse uitgevers en werken van Antwerpse auteurs in de brede zin.

### Oude drukken
De Erfgoedbibliotheek Hendrik Conscience beheert een belangrijke collectie oude drukken (boeken uitgegeven voor 1830), grotendeels historisch gegroeid in de loop van vijf eeuwen. De verzameling groeit nog voortdurend aan via schenkingen (onder andere via het Dotatiefonds voor Boek en Letteren) en aankopen. De uitzonderlijke omvang van de collectie maakt tegelijk ook de specifieke inhoud ervan uiterst verscheiden: geschiedenis, literatuur, kunst, wetenschap, religie ... Alle domeinen van het oude boek zijn vertegenwoordigd in al zijn verschijningsvormen: pamfletten, atlassen, embleemboeken, efemera (almanakken, gelegenheidsgedichten ...), plaatwerken, muziekwerken enzovoort. Ook handschriften uit de tiende tot de eenentwintigste eeuw maken deel uit van de collectie.
Het zwaartepunt van de collectie is Antwerpen, met werken over de geschiedenis van stad en regio, Antwerpse auteurs en Antwerpse drukken, ongeacht de inhoud. Dit zwaartepunt is het voornaamste criterium voor verwerving van oude drukken, met dien verstande dat de aanschaf van uitgaven door Christoffel Plantijn of zijn opvolgers, de Moretussen, uitsluitend aan het Museum Plantin-Moretus wordt overgelaten, en werken die reeds aanwezig zijn in andere Antwerpse openbare verzamelingen niet nogmaals worden aangekocht.
Sinds september 2024 bewaart de Erfgoedbibliotheek Hendrik Conscience het oudste boek van Antwerpen, het Missaal van Berchem. Het werd geschreven rond het jaar 1140 in de verdwenen Sint-Michielsabdij.

### Digitalisering
De bibliotheek werkt aan het digitaliseren van de collectie, in samenwerking met onder meer Google Books. De kostbaarste werken worden echter ter plaatse ingescand.

## Dotatiefonds voor Boek en Letteren
Het Dotatiefonds voor boek en letteren is de vriendenvereniging van de Erfgoedbibliotheek Hendrik Conscience en het Letterenhuis. Het wil het publiek enthousiast maken voor het literaire erfgoed. De vereniging zet daarbij de eeuwenoude traditie verder waarbij burgers als mecenas optreden om het geschreven erfgoed voor de toekomst te bewaren. Met de steun van boeken- en letterenliefhebbers konden in het verleden reeds prachtige collecties en zeldzame exemplaren worden aangekocht die bewaard worden in de Erfgoedbibliotheek Hendrik Conscience en het Letterenhuis.